# Paraphyllomimus buergersi
Paraphyllomimus buergersi är en insektsart som beskrevs av Max Beier 1954. Paraphyllomimus buergersi ingår i släktet Paraphyllomimus och familjen vårtbitare. Inga underarter finns listade i Catalogue of Life.